# Victrix agenjoi
Victrix agenjoi là một loài bướm đêm trong họ Noctuidae.